# Kai Greene
Kai Greene (Brooklyn, 12 luglio 1975) è un culturista statunitense.
Soprannominato The Predator, è principalmente noto per essere arrivato per tre edizioni di fila al secondo posto dietro al suo rivale di sempre Phil Heath al Mr. Olympia nelle edizioni del 2012, 2013 e 2014.

## Biografia
Secondo l'autobiografia pubblicata sul suo sito ufficiale, Greene descrive la propria infanzia come "travagliata". All'età di 6 anni divenne minore sotto tutela; venne affidato a diverse persone nel corso della sua adolescenza. Il suo insegnante di inglese delle scuole medie lo incoraggiò a intraprendere il body building come "strumento di cambio condotta". Dopo alcuni iniziali successi nelle gare giovanili, Greene cominciò ad allenarsi a Brooklyn alla 5th Avenue Gym, posto che divenne la sua "casa e istituto per la educazione da competizione".
Greene successivamente realizzò di poter divenire un body builder di professione. Per divenire tale, dovette prima vincere una competizione amatoriale. Gareggiò nella NPC (National Physique Commission), e si pose come obiettivo la accettazione nella IFBB. Nonostante avesse vinto la gara del 1999 Team Universe, rimase deluso e optò per un break dalle gare di 5 anni, prima di riemergere nella gara del 2004 Team Universe (gara che vinse di nuovo). Con questa vittoria si qualificò per divenire un pro.
Vince l'edizione del 2009 all'Arnold Classic davanti a Victor Martinez e Branch Warren rispettivamente secondo e terzo classificato.
Nel 2010 si riconferma campione dell'Arnold Classic davanti a Phil Heath e Branch Warren rispettivamente secondo e terzo classificato.
Da sempre avversario agonisticamente del culturista Phil Heath con il quale si è conteso il titolo di Mr. Olympia nelle edizioni 2012, 2013 e 2014, queste hanno visto sempre Greene sconfitto. Nell'edizione del 2014 durante il pre judging Greene e Heath vicini sul palco nella routine di pose insieme ad altri concorrenti si stuzzicarono e sfiorarono la rissa.
Pochi giorni prima di Mr. Olympia 2015 appare in rete un video di Greene in lacrime che annuncia che, per motivi che non può spiegare, non parteciperà alla competizione.
Nel 2015 ha creato la propria linea di integratori chiamata Dynamik Muscle.
Nel marzo 2016 conquista il terzo Arnold Classic edizione USA della sua carriera e vince anche all'edizione Australiana mentre ad aprile si aggiudica anche l'Arnold Classic Brasil.
Dopo aver abbandonato per il 2017 le competizioni per dedicarsi ad altri progetti, nel settembre dello stesso anno, in un comunicato sulla sua pagina Facebook conferma il suo reinserimento nella IFBB con conseguente intenzione di ritornare a gareggiare nel 2018.

## Vena artistica
Greene dichiarò di essersi interessato al bodybuilding anche per merito della sua passione per le arti visuali. Per quanto riguarda il lavoro svolto in palestra, Greene ha affermato di essere "divenuto il proprio modello di vita. Utilizzo il fisico per ottenere un perfetto significato di spazio e movimento, creando lavori d'arte che diventano sempre più completi nel tempo".
Nel 2006 per un video della Dynamite Studios (intitolato As Big As It Gets, letteralmente "più grosso non si può") Greene si esibisce in scene di masturbazione.

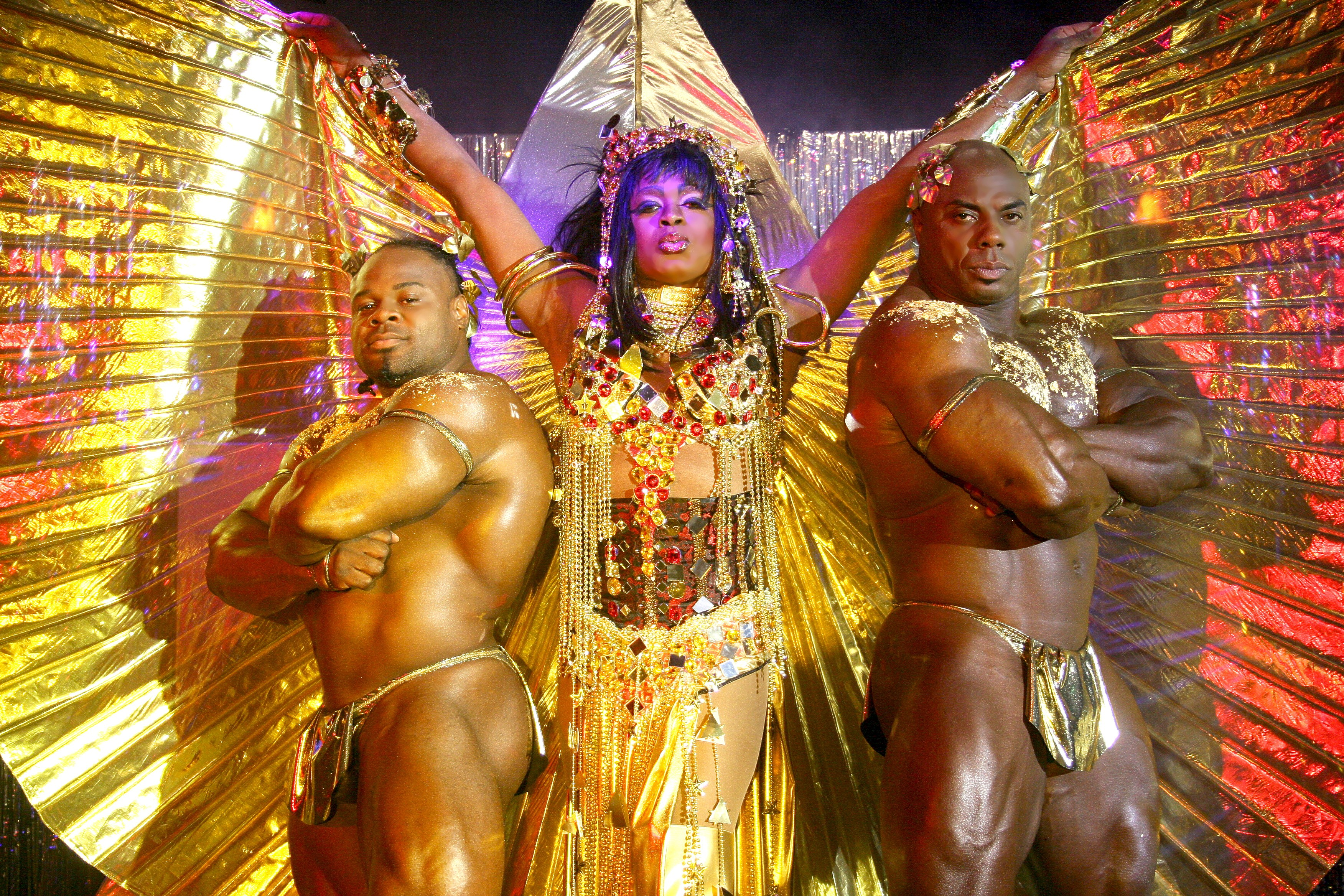
Kai Greene (sinistra), Aaron Warr e Toney Freeman in una scena del film My Guaranteed Student Loan (2010).

Nel 2010 apparirà anche nel film My Guaranteed Student Loan come stripper.
Nel 2013 è attore e protagonista nel film Generation Iron, appare anche nel sequel Generation Iron II del 2016.
Nel 2017 appare in due episodi nella seconda stagione della serie Stranger Things.
Nel 2018 prende parte al film di arti marziali cinese Crazy Fist e nel 2020 al film d'azione indiano Pogaru.

## Videografia/filmografia
- As Big As It Gets (Dynamite Studios, 2006)
- My Guaranteed Student Loan (Warr Brothers, 2010)
- Generation Iron, regia di Vlad Yudin (2013) - Documentario
- Generation Iron II, regia di Vlad Yudin (2017) - Documentario
- Stranger Things (2017) (Ep. 2x01, 2x07)
- Crazy Fist (2018)
- Pogaru (2020)

## Vittorie e piazzamenti in gara
- 2016 IFBB Arnold Classic Brazil - Vinto
- 2016 IFBB Arnold Classic Australia - Vinto
- 2016 IFBB Arnold Classic USA - Vinto
- 2014 IFBB Mr.Olympia - 2°
- 2013 IFBB EVLs Prague Pro - Vinto
- 2013 IFBB Arnold Classic Europe - 2°
- 2013 IFBB Mr.Olympia - 2°
- 2012 IFBB Sheru Classic - 2°
- 2012 IFBB Mr.Olympia - 2°
- 2011 IFBB Sheru Classic - 3°
- 2011 IFBB Mr.Olympia - 3°
- 2011 IFBB New York Pro Bodybuilding Championship - Vinto
- 2010 IFBB Mr.Olympia - 7°
- 2010 IFBB Australia Pro Grand Prix X - Vinto
- 2010 IFBB Arnold Classic - Vinto
- 2009 NPC Eastern USA Bodybuilding - Vinto
- 2009 IFBB Mr.Olympia - 4°
- 2009 IFBB Australia Pro Grand Prix IX - Vintottt
- 2009 IFBB Arnold Classic - Vinto
- 2008 IFBB New York Mens Pro - Vinto
- 2008 IFBB Arnold Classic - 3°
- 2007 IFBB Colorado Pro/Am Classic Bodybuilding - Vinto
- 2007 IFBB Keystone Pro Classic Bodybuilding - 3°
- 2007 IFBB New York Pro Bodybuilding - 6°
- 2006 IFBB Shawn Ray Colorado Pro - 14°
- 2005 IFBB New York Pro Bodybuilding - 14°
- 1999 NPC Team Universe Championships - Vinto
- 1998 NPC Team Universe Championships - 3°
- 1997 NPC Team Universe Championships - 2°